# 1985 în literatură
- 1984 în literatură — 1985 în literatură — 1986 în literatură

Anul 1985 în literatură a implicat o serie de evenimente și cărți noi semnificative.

## Cărți noi
- Isaac Asimov - Robots and Empire (Roboții și Imperiul)
- Margaret Atwood - The Handmaid's Tale (Povestirea cameristei)
- Jean M. Auel - The Mammoth Hunters
- Iain Banks - Walking on Glass
- Clive Barker  - The Damnation Game
- Greg Bear - Blood Music și Eon
- Anthony Burgess - The Kingdom of the Wicked
- M. C. Beaton - Death of a Gossip
- Orson Scott Card - Ender's Game (Jocul lui Ender)
- Bernard Cornwell - Sharpe's Honour
- Elizabeth Darrell - At the Going Down of the Sun
- Don DeLillo - White Noise
- Bret Easton Ellis - Less Than Zero
- John Fowles - A Maggot
- Gabriel García Márquez - Love in the Time of Cholera
- Graham Greene - The Tenth Man
- Imil Habibi - The Secret Life of Saeed
- Amy Hempel - Reasons to Live
- Frank Herbert - Chapterhouse: Dune
- John Irving - The Cider House Rules
- Garrison Keillor - Lake Wobegon Days
- Stephen King - Skeleton Crew
- Doris Lessing - The Good Terrorist
- H. P. Lovecraft - At the Mountains of Madness and Other Novels și The Dunwich Horror and Others (ediție revizuită)
- Richard A. Lupoff - Lovecraft's Book
- Cormac McCarthy - Blood Meridian
- Larry McMurtry - Lonesome Dove
- John D. MacDonald - The Lonely Silver Rain
- Naguib Mahfouz - Akhenaten, Dweller in Truth
- James A. Michener - Texas
- Brian Moore - Black Robe
- Bharati Mukherjee - Darkness
- Iris Murdoch - The Good Apprentice
- Orhan Pamuk - The White Castle
- Robert B. Parker - Catskill Eagle
- Caryl Phillips - The Final Passage
- Peter Pohl - Janne, min vän
- Charles Portis - Masters of Atlantis
- Carl Sagan - Contact
- Sidney Sheldon - If Tomorrow Comes
- Danielle Steel - Secrets
- Antonio Tabucchi - Little Misunderstandings of No Importance
- Sue Townsend - Rebuilding Coventry
- Anne Tyler - The Accidental Tourist
- Andrew Vachss - Flood
- Jeanette Winterson - Oranges Are Not the Only Fruit
- Roger Zelazny - Trumps of Doom (Atuurile morții)

## Premii
- Premiul Nobel pentru Literatură: Claude Simon